# Itakadibbanahalli, Madhugiri
Itakadibbanahalli là một làng thuộc tehsil Madhugiri, huyện Tumkur, bang Karnataka, Ấn Độ.